# Mässa h-moll (Bach)

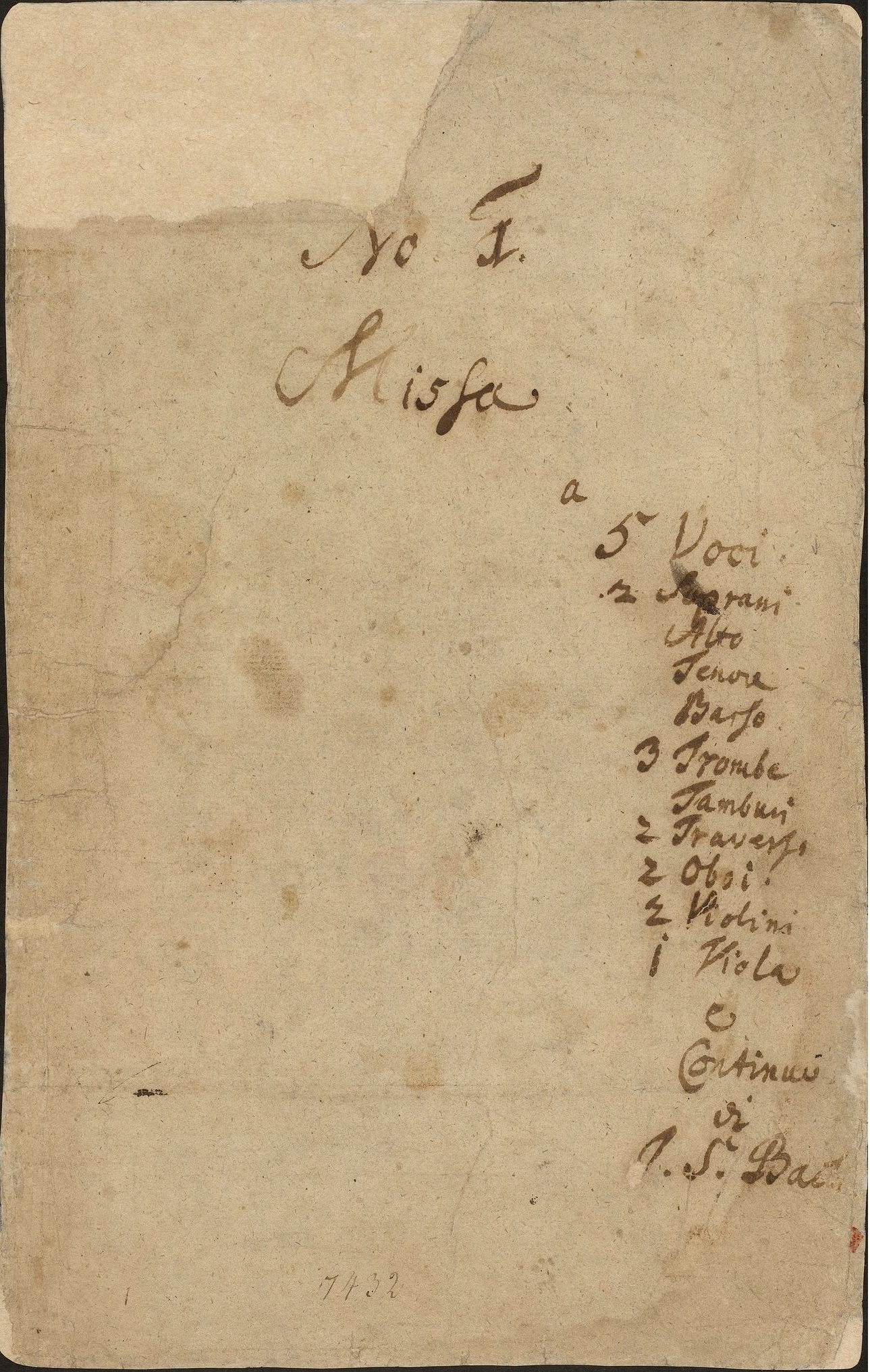
Originalmanuskriptets titelblad

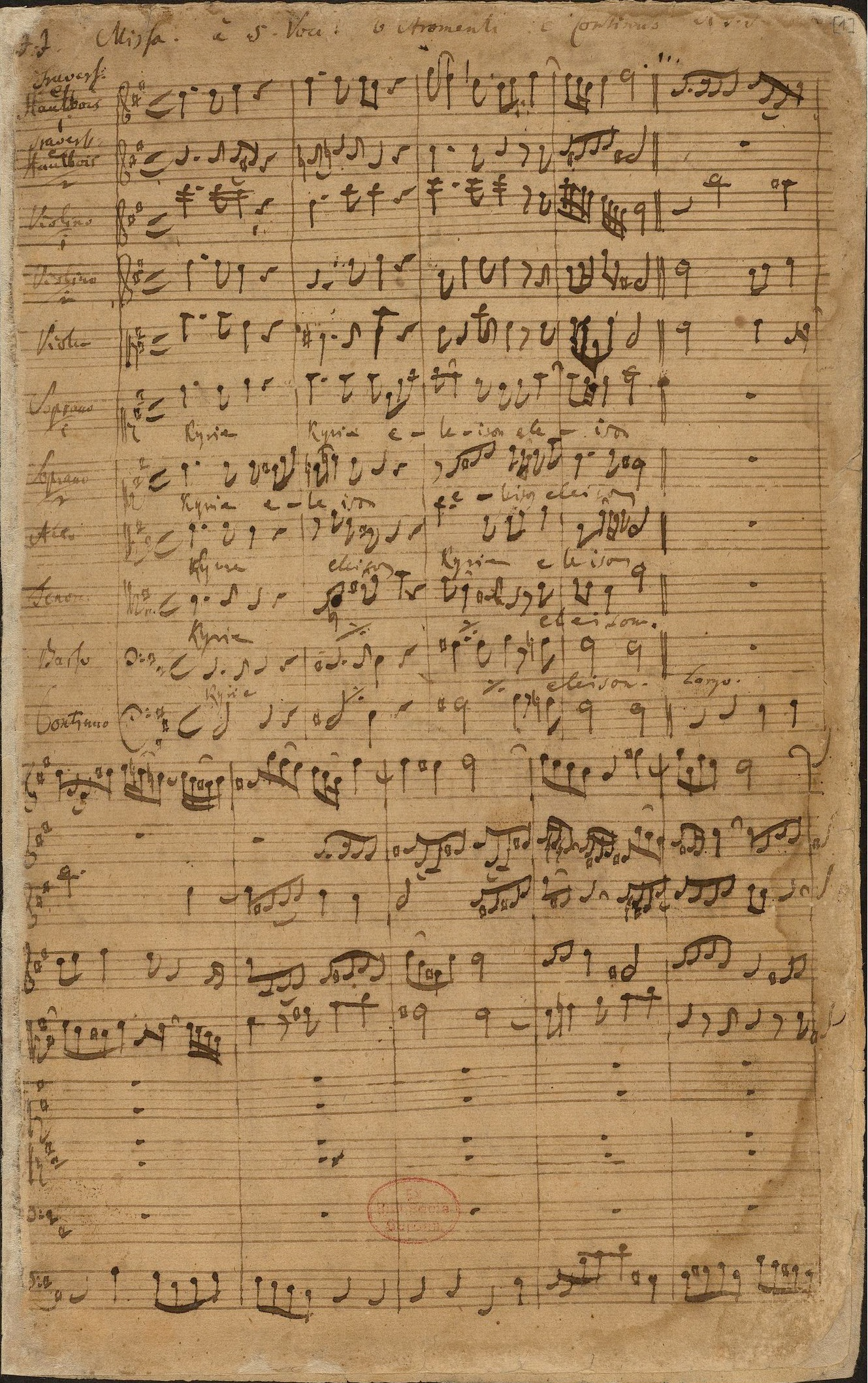
Första sidan av Kyrie.

H-mollmässan är ett verk för kör, solister och orkester av Johann Sebastian Bach. Den är tonsättning av den kristna mässans ordinarium (fasta texter) på latin. Verket har verkförteckningsnumret BWV 232.

## Bakgrund
H-mollmässan är på många sätt ett av musikhistoriens märkligaste och mäktigaste verk. Den speglar 25 år av Bachs produktion. Troligen framfördes den aldrig i sin helhet under Bachs levnad, utan uruppförandet brukar antas ha skett 1835 och den första utgåvan av noterna trycktes 1856.
Vad man vet är att Bach skrev de två första mässatserna Kyrie och Gloria till kurfurst Fredrik August II av Sachsen.
| ”                                                            | Durchlauchtigster Kurfürst, Gnädigster Herr, Eurer Königlichen Hoheit überreiche ich in tiefster Devotion gegenwärtige geringe Arbeit von derjenigen Wissenschaft, welche ich in der Musik erlangt, mit ganz untertänigster Bitte, Sie wollen dieselbe nicht nach der schlechten Komposition, sondern nach Dero Welt berühmten Güte mit gnädigsten Augen anzusehen und mich darbei in dero mächtigste Protektion zu nehmen geruhen... | „ |
| – ...unterhänigst-gehorsamster Knecht Johann Sebastian Bach. | |   |

Med detta brev överlämnade Bach personligen musiken den 27 juli 1733 till Fredrik August i Dresden. Resten av mässan gjorde han många år senare. Mässan består av musik från 25 år av Bachs musikproduktion. Musiken till Sanctus är från 1724 och den senaste är Osanna från 1748–49.
Stycket kallas h-mollmässan då H är den tyska benämningen av det som i stort kallas B i anglosaxiska länderna. Under den största delen av svensk musikhistoria har tonen även här kallats H och därför använder vi detta namn.

## Disposition

### Missa

#### Kyrie
- Kyrie eleison – 5-stämmig kör
- Christe eleison – duett sopran I och sopran II
- Kyrie eleison – 4-stämmig kör

#### Gloria
- Gloria in excelsis – 5-stämmig kör
- Et in terra pax – 5-stämmig kör
- Laudamus te – solo sopran II
- Gratias agimus tibi – 4-stämmig kör
- Domine Deus – duett sopran I och tenor
- Qui tollis peccata mundi – 4-stämmig kör
- Qui sedes am dextram Patris – solo alt
- Quoniam tu solus sanctus – solo bas
- Cum sancto spiritu – 5-stämmig kör

### Symbolum Nicenum
- Credo – 5-stämmig kör
- Patrem omnipotentem – 4-stämmig kör
- Et in unum Dominum – duett sopran I och alt
- Et incarnatus est – 5-stämmig kör
- Crucifixus – 4-stämmig kör
- Et resurrexit – 5-stämmig kör
- Et in spiritum – solo bas
- Confiteor – 5-stämmig kör
- Et expecto – 5-stämmig kör

### Sanctus
6-stämmig kör

### Osanna,Benedictus,Agnus DeiochDona nobis pacem
- Osanna – två 4-stämmiga körer
- Benedictus – solo tenor
- Osanna – två 4-stämmiga körer
- Agnus Dei – solo alt
- Dona nobis pacem – 4-stämmig kör

## Besättning
- Flöjt I
- Flöjt II
- Oboe I
- Oboe II
- Fagott I
- Fagott II
- Horn
- Trumpet I
- Trumpet II
- Trumpet III
- Pukor
- Violin I
- Violin II
- Viola
- Continuo (orgel, violoncell, kontrabas)
- Soloinstrument (oboe d’amore, violin, traversflöjt, corno da caccia)

- Sopran I
- Sopran II
- Alt
- Tenor
- Bas

- 4–8-stämmig kör